# Lucanus didieri
Lucanus didieri là một loài bọ cánh cứng trong họ Lucanidae. Loài này được Planet mô tả khoa học năm 1927.